# Марсель Паньоль
Марсе́ль Паньо́ль (фр. Marcel Pagnol); нар. 28 лютого 1895, Обань, Буш-дю-Рон, Франція — †18 квітня 1974, Париж, Франція) — французький письменник, драматург та кінорежисер. Перший кінематографіст, що став членом Французької академії (1946).

## Біографія
Марсель Паньоль народився 28 лютого 1895 року в місті Обань, що за 20 км на схід від Марселя в сім'ї шкільного учителя Жозефа Паньоля і швачки Огюстіни (вродженою Лансо). Пізніше, з двома молодшими братами й сестрою уся родина переїхала до Марселя. У 1910 році помирає його мати, і в 1912 році батько знову одружується. Наступного року Марсель Паньоль вступає до університету Екс-ан-Прованса і починає літературну діяльність, але вже через рік його призвали на фронт Першою світовою, проте в січні 1915 року визнають непридатним до військової служби.
У 1916 році Марсель Паньоль одружується проти волі батька і від'їжджає до Парижа, де до 1927 року працює викладачем англійської мови. У французькій столиці він познайомився з молодими письменниками, а спільно з Полем Нівуа в 1924 році написав п'єсу «Торговці славою». Успіх же до Паньоля прийшов лише після п'єси «Топаз» створеної 1928 року.
У 1930-ті роки Марсель Паньоль, створивши кінокомпанію Films Marcel Pagnol, знімає трилогію про марсельських робітників («Маріус» (1931), «Фанні» (1932) та «Сезар» (1936)), заснованих на власних п'єсах, а також випускає дві версії «Топазу». У 1938 році виходить фільм «Дружина пекаря», що мав певний успіх. У 1940 році помітною подією стає фільм Паньоля «Донька землекопа»; у 1948 році він зняв кольоровий фільм «Прекрасна мірошничка», у 1951 році — третю французьку версію «Топазу». Остання робота Паньоля в кіно — «Листи з мого млина» за оповіданнями Альфонса Доде (1954).
У 1955 році Марсель Паньоль очолював, а в 1957 і 1966 роках був членом журі Каннського кінофестивалю.
У 1955—1974 роках Паньоль написав кілька автобіографічних романів («Дитинство Марселя», «Слава мого батька», «Замок моєї матері») а також есе.
Помер Марсель Паньоль у Парижі 18 квітня 1974 року.

## Твори
- «Торговці славою» / Merchants of Glory (1925, п'єса)
- «Джаз» / Jazz (1926, п'єса)
- «Топаз» / Topaze (1928, п'єса)
- «Маріус» / Marius (1929, п'єса)
- «Фанні» / Fanny (1932, п'єса)
- «Сезар» / César (1936, п'єса)
- «Слава мого батька» (La Gloire de mon père) та «Замок моєї матері» (Le Château de ma mère) (1957, автобіографія)
- «Секрети часу» / Le Temps des secrets (1959, автобіографія)
- «Вода з гір» (L'Eau des collines), «Жан де Флоретт» (Jean de Florette) та «Манон з джерела» (Manon des Sources) (1964, романи)
- «Улюблені тижні» / Le Temps des amours (1977, автобіографія)
- «Секрет залізної маски» / Le Secret du masque de fer (1965, есе)

## Екранізації
- 1931: Маріус, режисер Александр Корда.
- 1932: Фанні, режисер Марк Аллегре.
- 1932: Топаз (фр. Topaze) (Франція), реж. Луї Ганьє.
- 1933: Фанні (італ. Fanny, Італія), Маріо Альміранте.
- 1933: Топаз (фр. Topaze) (США), реж. Гаррі д'Аббаді д'Арраст.
- 1934: Чорний кит (нім. Der Schwarze Walfish, за «Фанні», Німеччина, реж. Фріц Вендхаузен).
- 1936: Сезар, режисер Марсель Паньоль.
- 1936: Топаз (фр. Topaze) (Франція), реж. Марсель Паньоль.
- 1938: Порт семи морів (англ. Port of Seven Seas, США, Джеймс Вейл, за «Маріусом» і «Фанні»).
- 1933: Топаз (фр. Topaze) (Франція), реж. Марсель Паньоль.
- 1961: Фанні (англ. Fanny, США, реж. Джошуа Логан.
- 1986: Жан де Флоретт та Манон з джерела, режисер Клод Беррі.
- 1990: Слава мого батька та Замок моєї матері, режисер Ів Робер.
- 2011: Донька землекопа, режисер Данієль Отей.
- 2013: Маріус та Фанні, режисер Данієль Отей.

## Фільмографія
| Рік  | Українська назва     | Оригінальна назва             | Примітки           |
| ---- | -------------------- | ----------------------------- | ------------------ |
| 1933 | Зять пана Пуарьє     | Le gendre de Monsieur Poirier | режисер            |
| 1934 | Жофруа               | Jofroi                        | режисер            |
| 1934 | Анжель               | Angèle                        | режисер            |
| 1935 | Мерлюсс              | Merlusse                      | режисер            |
| 1936 | Сезар                | César                         | режисер, продюсер  |
| 1936 | Топаз                | Topaze                        | режисер, продюсер  |
| 1937 | Оживлення            | Regain                        | режисер, продюсер  |
| 1938 | Шпунц                | Le schpountz                  | режисер, продюсер  |
| 1938 | Дружина пекаря       | La femme du boulanger         | режисер, продюсер  |
| 1940 | Донька землекопа     | La fille du puisatier         | режисер, продюсер  |
| 1941 | Зоряна молитва       | La prière aux étoiles         | режисер            |
| 1948 | Прекрасна мірошничка | La belle meunière             | режисер            |
| 1951 | Топаз                | Topaze                        | режисер, сценарист |
| 1952 | Манон з джерела      | Manon des sources             | режисер, продюсер  |
| 1953 | Листи з мого млина   | Les lettres de mon moulin     | режисер, продюсер  |